# Liste der Bodendenkmale in Schnackenburg
In der Liste der Bodendenkmale in Schnackenburg sind alle Bodendenkmale der niedersächsischen Gemeinde Schnackenburg aufgelistet. Die Quelle ist der Denkmalatlas Niedersachsen. Der Stand der Liste ist der 28. Juni 2024.

## Allgemein
In den Spalten finden sich folgende Informationen des Bodendenkmales :
- Lage        : geographischen Koordinate
- Bezeichnung : Bezeichnung lt. Denkmalatlas
- Beschreibung: Beschreibung lt. Denkmalatlas
- ID          : Objekt-ID
- Bild        : Bild, ggf. zusätzlich mit Link zu weiteren Fotos im Medienarchiv Wikimedia Commons.

## Gummern
| Lage                        | Bezeichnung          | Beschreibung | ID                              | Bild |
| --------------------------- | -------------------- | --- | ------------------------------- | ---- |
| 53° 0′ 13″ N, 11° 33′ 34″ O | Gummern 14, Landwehr | Die Landwehr ist auf Karten von 1695, 1699 und um 1750 verzeichnet. Laut Pudelko handelt es sich um eine Grenzlandwehr zwischen der Altmark und Lüneburg. Der Landwehrwall ist auf ca. 100 m Länge erhalten. Br. ca. 7 m, H. bis 1,2 m, am W-Ende in Dünengelände übergehend. | 35847418/1/-/ 28915127 35847418 | BW   |

## Kapern
| Lage                        | Bezeichnung            | Beschreibung | ID                              | Bild |
| --------------------------- | ---------------------- | --- | ------------------------------- | ---- |
| 53° 1′ 13″ N, 11° 30′ 29″ O | Kapern 30, Grenzanlage | Laut dem Gartower Grenzrezess zwischen Brandenburg und Braunschweig-Lüneburg vom 28.10.1699 verlief hier, westl. des heimlichen Berges, in einem alten Graben entlang die Grenze zwischen den Ländern. Von der ehemals 500 m langen Grenzanlage sind ein nördlicher Abschnitt von 120 m Länge und ein südlicher Abschnitt von ca. 320 m Länge erhalten. Teilstück Erhalten sind im Norden ein Wall mit verschliffenem, östl. vorgelagertem Graben, am S-Ende flach auslaufend. Wall-Br. ca. 5 m, H. ca. 0,5 m. Graben-Br. ca. 2 m, T. ca. 0,3 m, sowie ein daran anschließend ein Wall mit ca. 7 m Br. und ca. 0,5 m H. Im Südteil befindet sich ein Wall mit beidseitigen Gräben, teilweise verschliffen erhalten. Wall-Br. ca. 2,5 m, H. bis 0,5 m. Graben-Br. jeweils ca. 1,5 m, T. ca. 0,3 m | 35849946/1/-/ 28906271 35849946 | BW   |